# Amy van Singel
Amelia „Amy“ van Singel (* 11. Oktober 1949 in Chicago; † 19. September 2016 in Ellsworth (Maine)) war eine US-amerikanische Hörfunkmoderatorin und Musikjournalistin mit Schwerpunkt Blues.

## Biografie
Amy van Singel wuchs Chicagoer Vorort Hinsdale auf. Unter dem Einfluss britischer R&B-Bands wie den Rolling Stones wurde sie als Teenager zum Bluesfan. Sie besuchte die Hinsdale Township High School und arbeitete gelegentlich in Bob Koesters Plattenladen Jazz Record Mart. 1967 begann sie am Endicott College in Beverly (Massachusetts) und wechselte 1968 zur Northwestern University.
Dort lernte sie Jim O’Neal kennen, ebenfalls eingefleischter Bluesfan, und begann beim lokalen Radiosender WNUR Bluessendungen zu moderieren; bald war sie als „Atomic Mama“ bekannt. 1970 heiratete sie O’Neal. Im selben Jahr gründeten die beiden mit Freunden das Magazin Living Blues. 1983 verlegten sie die Produktion der Zeitschrift von Chicago nach Oxford (Mississippi). Van Singel war weiterhin als Radio-DJ tätig.
Das Paar blieb bis 1986 in Chicago, im Jahr darauf ließen sie sich scheiden. Van Singel zog zunächst nach Oxford, dann nach Memphis (Tennessee), wo sie wieder eine Radiosendung hatte. Später ging sie nach Anchorage in Alaska; auch hier moderierte sie im Radio.
2002 veröffentlichten Amy van Singel und Jim O’Neal das Buch The Voice of the Blues: Classic Interviews from Living Blues Magazine. Es wurde 2012 in die Blues Hall of Fame der Blues Foundation aufgenommen, nachdem bereits 1982 das Magazin Living Blues mit dieser Ehre ausgezeichnet worden war.
Amy van Singel heiratete erneut und zog 2010 nach Ellsworth (Maine), wo sie 2016 im Alter von 66 Jahren starb. 2017 wurde sie postum in die Blues Hall of Fame aufgenommen, in der sie somit – nach den Auszeichnungen für ihr Magazin und ihr Buch – dreimal vertreten ist.